# Unione dei comuni Basso Campidano
L'Unione dei comuni Basso Campidano (in sardo: Unione de sas comunas de su Campidanu Meridionale) è un'unione di comuni della Sardegna, nella città metropolitana di Cagliari, formata dai comuni di Ussana, Monastir, Nuraminis, San Sperate, Villasor e Samatzai.

## Descrizione
Per statuto l'unione si occupa di questi servizi:
- Personale dei comuni, dei cantieri e lavori in economia;
- Tributi comunali;
- Statistica;
- Edilizia e sicurezza sul lavoro;
- Ambiente e territorio;
- Sistema informatico delle attività produttive;
- Socio-assistenza;
- Polizia urbana e rurale, amministrativa, giudiziaria e di pubblica sicurezza.

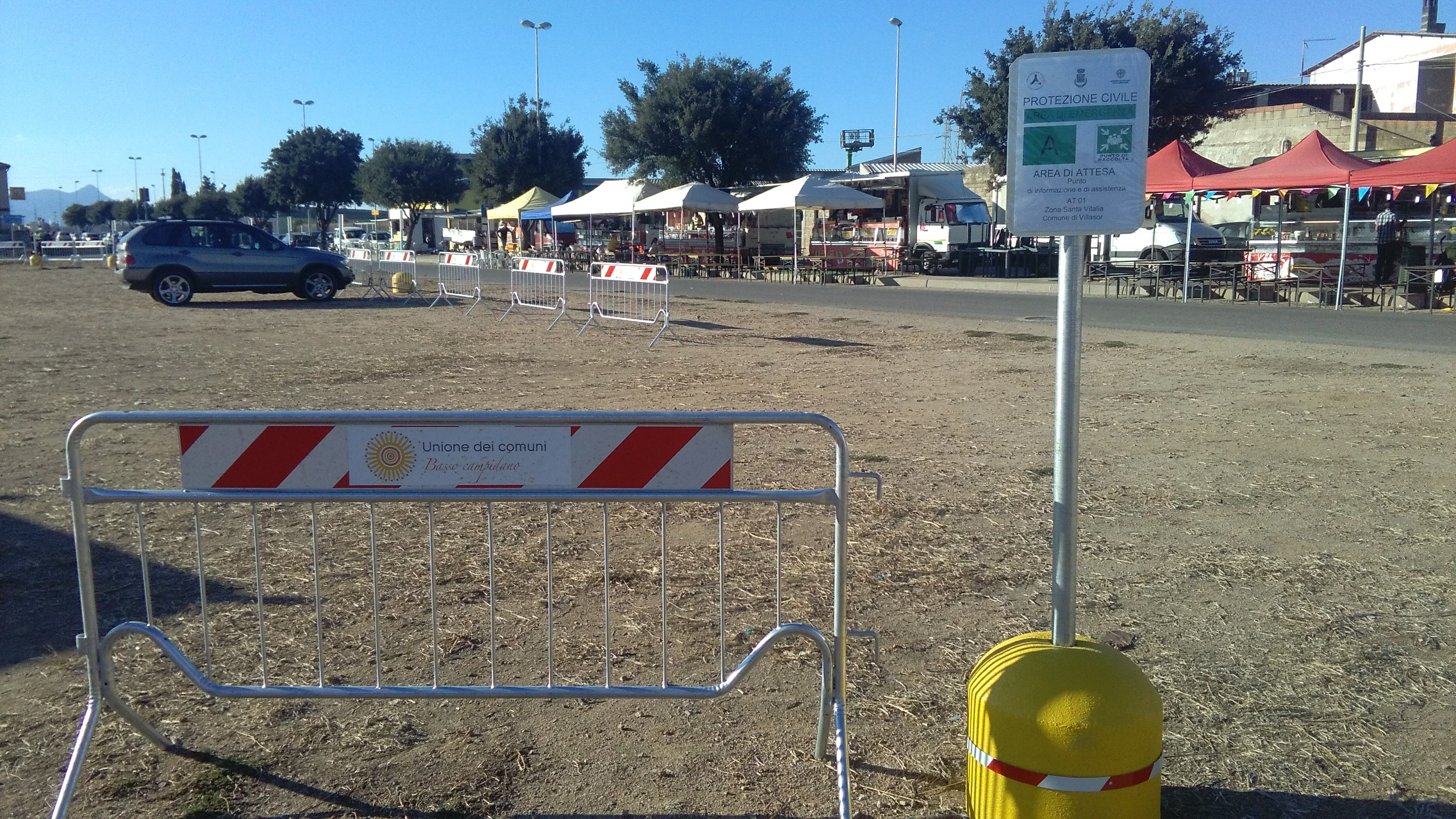
Una transenna recante il logo dell'Unione dei comuni Basso Campidano